# HD 147628
HD 147628，又名CD-3710778，SAO 207637、HR 6100，是一颗恒星，视星等为5.42，位于銀經342.87，銀緯8.27，其B1900.0坐标为赤經16h 17m 51.5s，赤緯-37° 8.27′ 57″。